# 蘇格蘭國立現代藝術美術館

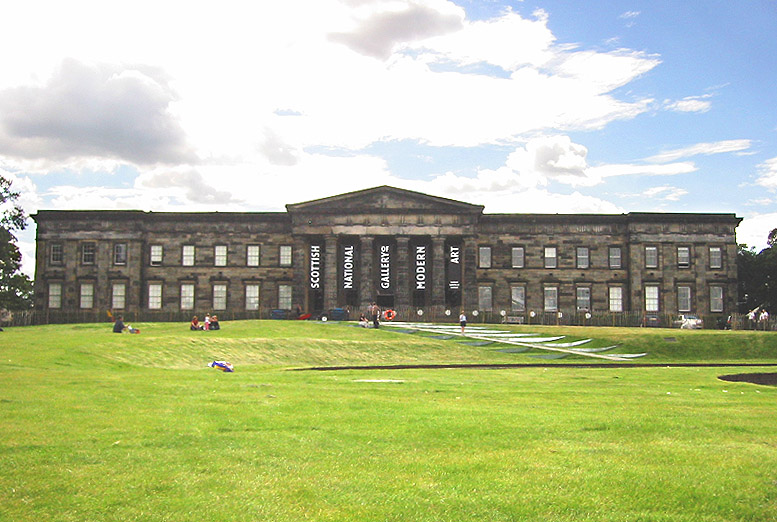
蘇格蘭國立現代藝術美術館

蘇格蘭國立現代藝術美術館（Scottish National Gallery of Modern Art）是蘇格蘭的一座美術館，主要收藏現代美術作品。美術館位於愛丁堡，開業於1960年。美術館開業時位於皇家博塔尼克花園內的Inverleith House，在1980年遷入現址。美術館現在的建築為新古典風格，位於愛丁堡西部，興建於1825年至1828年期間。蘇格蘭國立現代藝術美術館是蘇格蘭國立美術館的一部分。美術館的部分展品可以在網上觀賞。2012年，蘇格蘭國立現代藝術美術館的入場者數達314,814人。

## 外部連結
- Scottish National Gallery of Modern Art and Sculpture Garden- official website
- （页面存档备份，存于）
- Charles Jencks' Landform （页面存档备份，存于）